# Messier 78
Messier 78 (M78 ili NGC 2068) je odrazna maglica u zviježđu Orion. Otkrio ju je Pierre Méchain, suradnik Charlesa Messiera.

## Svojstva
M78 pripada kompleksu Orion, golemom oblaku prašine i plina sa središtem u Orionovoj maglici. Udaljenost tog oblaka je 1600 svjetlosnih godina. M78 je dio kompleksa koji uključuje NGC 2064, NGC 2067,  NGC 2071 i McNeilovu maglicu (otkrivena 2004.). Zajedno s drugim maglicama poput NGC 2024 dio je velikog molekularnog oblaka LDN 1630, manjeg dijela Orionova kompleksa. Dimenzije M78 su oko 4 svjetlosne godine.
Odrazna maglica je neproziran oblak prašine i plina koji reflektira svjetlo obližnjih zvijezda. U slučaju M78, radi se o zvijezdama HD 38563A i HD 38563B, obje magnitude + 10. Odrazna priroda maglice M78 otkrivena je 1919. prigodom spektroskopskih istraživanja. Astronomi su primijetili da spektar maglice je kontinuiran i odgovara spektru obližnjih zvijezda. 
Oko i u M78 nalazi se 45 zvijezda male mase koje pripadaju zvijezdama tipa T Tauri. To su promjenjive zvijezde, spektralne klase F i G. Njihov sjaj je 4 do 5 magnituda veći od zvijezda slične mase i spektralna tipa. Vjeruje se da su to vrlo mlade zvijezde koje se još formiraju.
Istraživanja u infracrvenom dijelu spektra (poput projekta 2MASS za čijeg je trajanja nastala fotografija desno) otkrila su otvoren skup s 192 zvijezde razasute na prostoru od 4 svjetlosne godine.

## Amaterska promatranja
M78 zna biti problematičan objekt, posebno ako u blizini mjesta promatranja postoji kakav izvor svjetlosnog zagađenja ili veće naselje. Pod tamnim nebom i manji teleskopi će bez problema pokazati ovu maglicu kao oblačić koji podsjeća na komet. U 200 milimetarskom teleskopu vidi se nekoliko zvijezda u blizini maglice i njena susjeda, NGC 2067.

## Vanjske poveznice
Skica M78